# المضمون المعلومي
المضمون المعلومي كمية أساسية مشتقة من احتمال وقوع معين بالنظر إلى متغير عشوائي. ويجوز اعتبارها طريقة بديلة للتعبير عن الاحتمال، لكن لها مزايا رياضية معينة في نظرية المعلومات.